# IPhone XR
iPhone XR (estilizado como iPhone Xr, pronunciado “dez erre”) é um smartphone projetado, desenvolvido e comercializado pela Apple Inc. Ele foi anunciado no dia 12 de setembro de 2018, no Steve Jobs Theater, Apple Park na cidade de Cupertino pelo Senior Vice President, Worldwide Marketing da Apple, Phil Schiller, junto aos iPhone XS e XS Max. O aparelho foi oficialmente lançado em 26 de outubro de 2018.Com 3GB de RAM e opções de 64, 128 e 256GB de ROM pode ser um produto que agradará à maioria, ele também tem um chipset Apple A11 Bionic que irá ter atualizações provavelmente até 2024, Criado com o Iphone XS (e Max) e X no intuito de comemorar o aniversário de 10 anos da marca.